# Dorian Boccolacci
Dorian Boccolacci (Cannes, Francia; 9 de septiembre de 1998) es un piloto de automovilismo francés. Actualmente compite en Porsche Supercup y en distintos campeonatos de gran turismos.

## Carrera

### Debut en monoplazas
En 2014, Dorian se graduó a los monoplazas, participando en el Campeonato Francés de F4 de ese mismo año. Ahí consiguió dos victorias, pole positions y vueltas rápidas finalizando en segundo lugar en el campeonato de pilotos, y ganando el campeonato de novatos.

### Campeonato Europeo de Fórmula 3 de la FIA
En 2015, Boccolacci compitió en el Campeonato Europeo de Fórmula 3 de la FIA, firmando con la escudería Signature en esa temporada. El piloto solo pudo conseguir un duodécimo puesto en el campeonato de novatos, y un décimo noveno puesto en el campeonato general de pilotos.

### Formula Renault 2.0
Boccolacci firmó con Tech 1 Racing para las temporadas 2016 de la Eurocopa y la Copa de Europa del Norte. Logrando tres victorias entre ambos campeonatos, el piloto francés finalizó en segundo lugar en el campeonato de la Eurocopa y finalizando en tercer lugar en Europa del Norte.

### GP3 Series
Dorian participó de la temporada 2017 de GP3 Series con el equipo Trident, ese año logró dos segundos lugares además de una victoria en Yas Marina, en la que fue la última carrera de la temporada. Logrando la sexta clasificación en el campeonato de pilotos.
Al año siguiente, el piloto francés competiría con la escudería MP Motorsport. Nuevamente Boccolacci consiguió una victoria en la primera carrera del Circuito Paul Ricard, tras conseguir la pole position, pero fue descalificado por no poder brindar una muestra de combustible al finalizar la carrera. Posteriormente, conseguiría la victoria en la segunda carrera de Budapest, siendo su última carrera de la temporada antes de ser reemplazado por el neerlandés Richard Verschoor.

### Fórmula E
En marzo de 2018, Boccolacci, junto a otros siete pilotos, se unió al programa de jóvenes pilotos de la escudería Venturi Formula E Team.

### Campeonato de Fórmula 2 de la FIA
Tras ser reemplazado en GP3, Dorian Boccolacci ascendió con el mismo equipo MP Motorsport a la Fórmula 2 sustituyendo al piloto español Roberto Merhi. Dorian logró conseguir 6 puntos a final de temporada, para colocarse en la vigésimo primera posición en el campeonato de pilotos.
Para 2019, el francés fue contratado por el equipo Campos Racing siendo compañero de equipo de Jack Aitken. Boccolacci logró sumar puntos en las rondas de Azerbaiyán y Mónaco, siendo un cuarto lugar su mejor posición. Tras una ronda sin participar, por ser reemplazado en la escudería Campos, se unió a Trident Racing, equipo con el que compitió en GP3 Series.

## Resumen de carrera
| Temporada | Categoría                                       | Equipo                             | Carreras     | Victorias    | Poles        | VR           | Podios       | Puntos       | Pos.         |
| --------- | ----------------------------------------------- | ---------------------------------- | ------------ | ------------ | ------------ | ------------ | ------------ | ------------ | ------------ |
| 2014      | Campeonato Francés de F4                        | —                                  | 21           | 2            | 2            | 2            | 8            | 238          | 2.º          |
| 2015      | Campeonato Europeo de Fórmula 3 de la FIA       | Signature                          | 33           | 0            | 0            | 0            | 0            | 27           | 19.º         |
| 2015      | Gran Premio de Macao                            | Signature                          | 1            | 0            | 0            | 0            | 0            | N/A          | 11.º         |
| 2016      | Eurocopa de Fórmula Renault 2.0                 | Tech 1 Racing                      | 15           | 2            | 2            | 3            | 7            | 200          | 2.º          |
| 2016      | Copa de Europa del Norte de Fórmula Renault 2.0 | Tech 1 Racing                      | 15           | 1            | 0            | 0            | 5            | 226          | 3.º          |
| 2016      | Eurofórmula Open                                | Teo Martín Motorsport              | 2            | 0            | 0            | 0            | 1            | 0            | NC†          |
| 2017      | GP3 Series                                      | Trident                            | 15           | 1            | 0            | 0            | 3            | 93           | 6.º          |
| 2017-18   | Trofeo Andros - Clase Eléctrica                 | SPI Logistics                      | 3            | 1            | 1            | 1            | 1            | 82           | 12.º         |
| 2018      | GP3 Series                                      | MP Motorsport                      | 10           | 1            | 1            | 1            | 1            | 58           | 10.º         |
| 2018      | Campeonato de Fórmula 2 de la FIA               | MP Motorsport                      | 8            | 0            | 0            | 0            | 0            | 3            | 21.º         |
| 2018-19   | Trofeo Andros - Clase Élite                     | CMR                                | 11           | 8            | 7            | 7            | 10           | 647          | 1.º          |
| 2019      | Campeonato de Fórmula 2 de la FIA               | Campos Racing                      | 10           | 0            | 0            | 0            | 0            | 30           | 14.º         |
| 2019      | Campeonato de Fórmula 2 de la FIA               | Trident                            | 2            | 0            | 0            | 0            | 0            | 30           | 14.º         |
| 2019      | Blancpain GT World Challenge Europe             | Saintéloc Racing                   | 4            | 0            | 0            | 0            | 0            | 0            | NC           |
| 2020      | ADAC GT Masters                                 | Team Zakspeed BKK Mobil Oil Racing | 14           | 1            | 0            | 0            | 1            | 70           | 12.º         |
| 2020      | Lamborghini Super Trofeo Europe                 | Oregon Team                        | 8            | 2            | 0            | 0            | 4            | 74           | 5.º          |
| 2020      | GT World Challenge Europe Endurance Cup         | Saintéloc Racing                   | 4            | 0            | 0            | 0            | 0            | 22           | 15.º         |
| 2020      | Intercontinental GT Challenge                   | Audi Sport Team Saintéloc Racing   | 1            | 0            | 0            | 0            | 0            | 10           | 16.º         |
| 2021      | Porsche Supercup                                | Martinet by Alméras                | 8            | 0            | 0            | 0            | 2            | 81           | 6.º          |
| 2021      | Porsche Carrera Cup France                      | Martinet by Alméras                | 12           | 4            | 5            | 1            | 8            | 229          | 2.º          |
| 2021      | Porsche Carrera Cup Germany                     | Martinet by Alméras                | 4            | 0            | 0            | 1            | 0            | 0            | NC†          |
| 2021–22   | Trofeo Andros - Elite Pro Class                 | Saintéloc Racing                   | 9            | 0            | 0            | 0            | 4            | 488          | 5.º          |
| 2022      | Porsche Supercup                                | Martinet by Alméras                | 8            | 0            | 0            | 0            | 1            | 59           | 7.º          |
| 2022      | Ultimate Cup Series - GT Endurance              | Martinet by Alméras                | 1            | 0            | 0            | 0            | 0            | 20           | 13.º         |
| 2023      | Porsche Supercup                                | CLRT                               | Disputándose | Disputándose | Disputándose | Disputándose | Disputándose | Disputándose | Disputándose |
| 2023      | GT World Challenge Europe Endurance Cup         | CLRT                               | Disputándose | Disputándose | Disputándose | Disputándose | Disputándose | Disputándose | Disputándose |
| Fuente:   |                                                 |                                    |              |              |              |              |              |              |              |

- † - Al participar Boccolacci como piloto invitado, no fue apto para puntuar.

## Resultados

### Campeonato Europeo de Fórmula 3 de la FIA
(Clave) (negrita indica pole position) (cursiva indica vuelta rápida)

| Año  | Equipo    | 1        | 2         | 3        | 4        | 5        | 6        | 7         | 8        | 9        | 10        | 11       | 12       | 13       | 14      | 15       | 16      | 17      | 18      | 19       | 20        | 21       | 22       | 23       | 24       | 25       | 26       | 27       | 28       | 29       | 30        | 31       | 32       | 33       | Pos. | Puntos |
| ---- | --------- | -------- | --------- | -------- | -------- | -------- | -------- | --------- | -------- | -------- | --------- | -------- | -------- | -------- | ------- | -------- | ------- | ------- | ------- | -------- | --------- | -------- | -------- | -------- | -------- | -------- | -------- | -------- | -------- | -------- | --------- | -------- | -------- | -------- | ---- | ------ |
| 2015 | Signature | SIL 1 21 | SIL 2 Ret | SIL 3 17 | HOC 1 20 | HOC 2 32 | HOC 3 12 | PAU 1 Ret | PAU 2 26 | PAU 3 14 | MNZ 1 Ret | MNZ 2 28 | MNZ 3 EX | SPA 1 18 | SPA 2 5 | SPA 3 13 | NOR 1 6 | NOR 2 8 | NOR 3 8 | ZAN 1 15 | ZAN 2 Ret | ZAN 3 25 | RBR 1 16 | RBR 2 17 | RBR 3 17 | ALG 1 22 | ALG 2 16 | ALG 3 10 | NÜR 1 21 | NÜR 2 17 | NÜR 3 Ret | HOC 1 30 | HOC 2 15 | HOC 3 24 | 19.º | 27     |

### GP3 Series
(Clave) (negrita indica pole position) (cursiva indica vuelta rápida puntuable)

| Año  | Escudería     | 1   | 1   | 2   | 2   | 3   | 3   | 4   | 4   | 5   | 5   | 6   | 6   | 7   | 7   | 8   | 8   | 9   | 9   | Pos. | Puntos | Ref.   |
| ---- | ------------- | --- | --- | --- | --- | --- | --- | --- | --- | --- | --- | --- | --- | --- | --- | --- | --- | --- | --- | ---- | ------ | ------ |
| 2017 | Trident       | BAR | BAR | SPI | SPI | SIL | SIL | BUD | BUD | SPA | SPA | MNZ | MNZ | JER | JER | YMC | YMC |     |     | 6.º  | 93     | [ 14 ] |
| 2017 | Trident       | 6   | 2   | 9   | 17† | 8   | Ret | 5   | 4   | 5   | 17  | 14  | C   | 7   | 2   | 7   | 1   |     |     | 6.º  | 93     | [ 14 ] |
| 2018 | MP Motorsport | BAR | BAR | LEC | LEC | SPI | SPI | SIL | SIL | BUD | BUD | SPA | SPA | MNZ | MNZ | SOC | SOC | YMC | YMC | 10.º | 58     | [ 15 ] |
| 2018 | MP Motorsport | 5   | 5   | DSQ | 14  | 10  | 5   | 5   | 9   | 8   | 1   |     |     |     |     |     |     |     |     | 10.º | 58     | [ 15 ] |

### Campeonato de Fórmula 2 de la FIA
(Clave) (negrita indica pole position) (cursiva indica vuelta rápida puntuable)

| Año  | Escudería     | 1   | 1   | 2   | 2   | 3   | 3   | 4   | 4   | 5   | 5   | 6   | 6   | 7   | 7   | 8   | 8   | 9   | 9   | 10  | 10  | 11  | 11  | 12  | 12  | Pos. | Puntos | Ref.   |
| ---- | ------------- | --- | --- | --- | --- | --- | --- | --- | --- | --- | --- | --- | --- | --- | --- | --- | --- | --- | --- | --- | --- | --- | --- | --- | --- | ---- | ------ | ------ |
| 2018 | MP Motorsport | SAK | SAK | BAK | BAK | BAR | BAR | MON | MON | LEC | LEC | SPI | SPI | SIL | SIL | BUD | BUD | SPA | SPA | MNZ | MNZ | SOC | SOC | YMC | YMC | 21.º | 3      | [ 16 ] |
| 2018 | MP Motorsport |     |     |     |     |     |     |     |     |     |     |     |     |     |     |     |     | 15  | 18  | Ret | 7   | 13  | 8   | 12  | 11  | 21.º | 3      | [ 16 ] |
| 2019 |               | SAK | SAK | BAK | BAK | BAR | BAR | MON | MON | LEC | LEC | SPI | SPI | SIL | SIL | BUD | BUD | SPA | SPA | MNZ | MNZ | SOC | SOC | YMC | YMC | 14.º | 30     | [ 17 ] |
| 2019 | Campos Racing | 15  | 17  | 5   | 7   | 14  | 18  | 4   | 5   | Ret | 13  |     |     |     |     |     |     |     |     |     |     |     |     |     |     | 14.º | 30     | [ 17 ] |
| 2019 | Trident       |     |     |     |     |     |     |     |     |     |     |     |     | Ret | 14  |     |     |     |     |     |     |     |     |     |     | 14.º | 30     | [ 17 ] |